# Općina Vrbnik
Vrbnik (deutsch Vörbnick, italienisch Verbenico) ist eine Gemeinde im Osten der Insel Krk, Kroatien. Der Hauptort Vrbnik liegt auf einem Fels, der steil ins Meer abfällt. Weitere zur Gemeinde gehörige Siedlungen sind Garica, Kampelje und Risika.

## Strände
Aufgrund der teilweise steil abfallenden Küste gibt es nur an bestimmten Stellen Bademöglichkeiten, die jedoch schön gelegen und sauber sind.
- Zgribnica: Direkt am nördlichen Küstenbereich des Ortes gelegenes Strandbad, teils Kiesstrand, teils betonierte Einstiegsmöglichkeiten.
- Kozica: Kleine Kiesbucht, die rund 10 Gehminuten durch einen Pinienwald vom großen Parkplatz am südlichen Ortsrand entfernt liegt.
- Pod kovač: Sehr kleiner Strand unmittelbar unter der Altstadt, vom Hafen erreichbar.
- Potovošće: Rund drei Kilometer südlich von Vrbnik über eine kleine Landstraße erreichbar, großer Kiesstrand mit Kiosk.

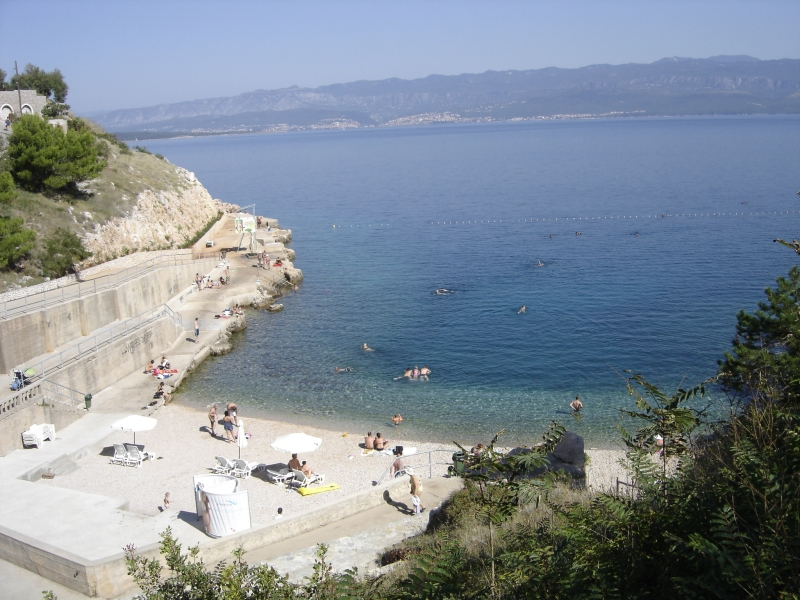
Strandbad Zgribnica in Vrbnik
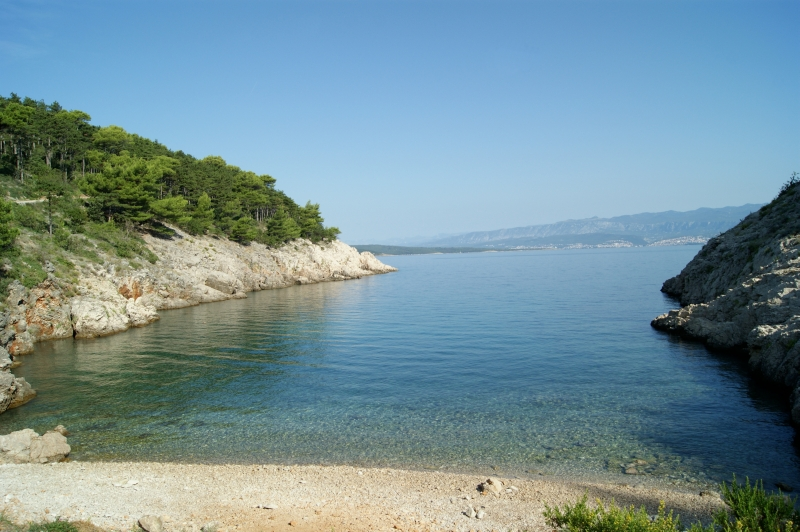
Kiesbucht Kozica
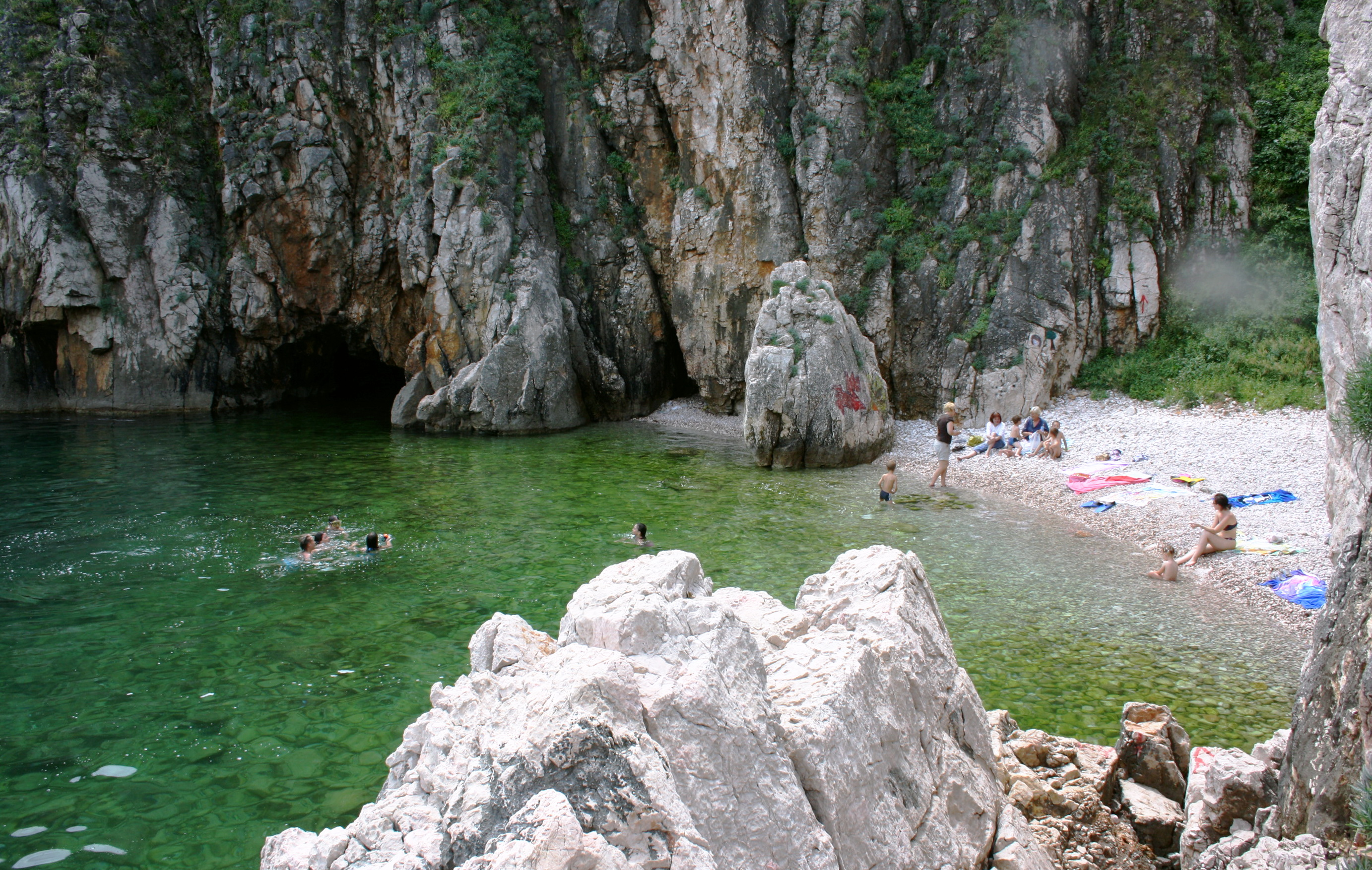
Badebucht unterhalb der Altstadt von Vrbnik
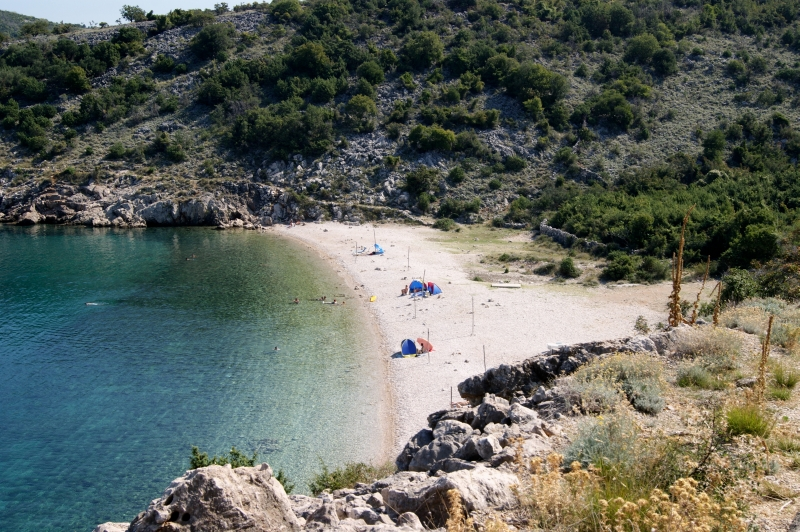
Strand Potovošće südlich von Vrbnik

## Weinbau
In unmittelbarer Umgebung des Ortes wird die edle Rebsorte Žlahtina angebaut, welche die Grundlage für den nur in dieser Region produzierten gleichnamigen Weißwein bildet.
Oberhalb des Dorfes befindet sich ein etwa 120 ha großes Weinanbaugebiet in einem Talkessel umgeben von Hügeln. Dieses Gebiet war bis kurz nach dem Zweiten Weltkrieg ein See, der aus Nahrungsmittelknappheit trockengelegt wurde, um zunächst für die Bevölkerung überlebensnotwendige Produkte (vermutlich Obst, Gemüse und Getreide) anzubauen. Nach Aussagen lokaler Weinbauern wird die Fläche erst seit ca. den 1960er oder 1970er Jahren zum Anbau von Wein genutzt.
Nahezu jede größere Familie im Ort besitzt einen gewissen Anteil der Weinbaufläche und keltert, sei es für den Eigengebrauch oder für den Verkauf an Touristen, Weine sehr unterschiedlicher Qualität. Nur wenige größere Winzer der Region produzieren hier professionelle Produkte. Vrbnik ist bekannt für seine vielen Weinverkostungsangebote.
Die Žlahtina-Traube produziert in dieser Lage wenig Zucker, was zu recht leichten, säurebetonten Weinen führt, die aber gut zu den dort traditionellen Fischgerichten passen.